# Athrotaxis
Athrotaxis es un género con tres especies de coníferas pertenecientes a la familia  Cupressaceae. El género es endémico del oeste de Tasmania, donde crece a gran altitud en los bosques templados lluviosos.

## Descripción
Son árboles de tamaño mediano con hojas perennes, alcanzando los 10-30 m (raramente 40 m) de altura y 1-1,5 m de diámetro el tronco. Las hojas son escamosas, de 3-14 mm de largo , son espiraladas en los brotes . Los conos son globosos a ovales , de 1-3 cm de diámetro, con 15-35 escamas , cada escama con 3-6 semillas, que maduran en 7-9 meses después de la polinización , cuando se abren para liberar las semillas. Los conos macho (polen)  son pequeños, y liberan el polen a principios de la primavera.
Son muy susceptibles a los incendios de matorrales, y han disminuido notablemente en abundancia debido a los incendios accidentales o intencionados desde la colonización europea de Tasmania.

## Especies
- Athrotaxis cupressoides D.Don - Cedro de Tasmania liso.
- Athrotaxis selaginoides D.Don. - Cedro del rey Guillermo.
- Athrotaxis laxifolia Hook. (? A. cupressoides × A. selaginoides) - Cedro de Tasmania.

## Cultivo y usos
La madera es perfumada y duradera, y fue ampliamente utilizada en el pasado en Tasmania , pero ahora es demasiado rara para cualquier corte. Los tres hacen unos árboles ornamentales muy atractivos  con un follaje exuberante , aunque generalmente solo son plantados en arboretos o jardines botánicos. El cultivo fuera de su área de origen solo puede tener éxito en zonas con altas precipitaciones , inviernos suaves y veranos frescos , como las islas británicas, el noroeste del Pacífico de América del Norte, y Nueva Zelanda.